# Osbourne Moxey
Osbourne Moxey, född 27 augusti 1978, är en friidrottare från Bahamas. Han deltog vid olympiska sommarspelen 2004.